# 向瀬上駅
向瀬上駅（むかいせのうええき）は、福島県福島市瀬上町にある阿武隈急行線の駅。キャッチフレーズは、「ももの里」。

## 歴史
- 1988年（昭和63年）7月1日：開業[1][2]。

## 駅構造
単式ホーム1面1線の地上駅である。駅舎はなく、ホームに待合室があるだけの無人駅となっている。

## 利用状況
- 阿武隈急行 - 2016年度の1日平均乗車人員は、27人である[3]。
- 近年の乗車人員は以下の通りである（いずれも1日平均）。

| 乗車人員推移 | 乗車人員推移     |
| 年度         | 一日平均乗車人員 |
| ------------ | ---------------- |
| 2000         | 44               |
| 2001         | 41               |
| 2002         | 41               |
| 2003         | 41               |
| 2004         | 41               |
| 2005         | 38               |
| 2006         | 30               |
| 2007         | 30               |
| 2008         | 27               |
| 2009         | 27               |
| 2010         | 25               |
| 2011         | 22               |
| 2012         | 25               |
| 2013         | 22               |
| 2014         | 27               |
| 2015         | 27               |
| 2016         | 27               |

## 駅周辺
周囲には果樹園が多い。伊達市と近接しており、そちらからの利用者も多い。2001年（平成13年）まで、駅東側の沼西地区に高子沼グリーンランドが存在し、当駅が最寄り駅となっていたが現在は閉園・撤去されている。
- 阿武隈川

## その他
- 当駅は2006年にTBSテレビで放映されたドラマ『花嫁は厄年ッ!』で、“桃山駅”としてロケが行われた。

## 隣の駅
阿武隈急行
■阿武隈急行線
瀬上駅 - 向瀬上駅 - 高子駅